# Callocleonymus swezeyi
Callocleonymus swezeyi är en stekelart som först beskrevs av Yoshimoto och Ishii 1965.  Callocleonymus swezeyi ingår i släktet Callocleonymus och familjen puppglanssteklar. Inga underarter finns listade.